# Jérôme Meyer
Jérôme Meyer (ur. 31 maja 1979 w Lons-le-Saunier) – francuski wspinacz sportowy. Specjalizował się boulderingu oraz we wspinaczce klasycznej. Wicemistrz świata we wspinaczce sportowej w konkurencji boulderingu z 2003. Mistrz Europy z roku 2008 z Paryża.

## Kariera sportowa
W 2003 we francuskim Chamonix-Mont-Blanc wywalczył tytuł wicemistrza świata we wspinaczce sportowej, w boulderingu.
Na mistrzostwach Europy w Paryżu w 2008 zdobył złoty medal we wspinaczce sportowej w boulderingu.
Wielokrotny uczestnik, medalista prestiżowych, elitarnych zawodów wspinaczkowych Rock Master we włoskim Arco, gdzie zdobył brązowy medal w 2001 roku.
Po zakończeniu kariery sportowej został działaczem sportowym. Pełnił funkcję dyrektora w Międzynarodowej Federacji Wspinaczki Sportowej. Brał m.in. udział w spotkaniach mających na celu zorganizowania zawodów we wspinaczce sportowej na igrzyskach olimpijskich w 2020 w Tokio.

## Osiągnięcia

### Mistrzostwa świata
| Konkurencje | 2001 | 2003 | 2005 |
| Bouldering  | 5    | 2    | 10   |

### Mistrzostwa Europy
| Konkurencje | 2002 | 2004 | 2008 |
| Bouldering  | 6    | 25   | 1    |

### Rock Master
| Konkurencje | 2001 | 2004 | 2009 |
| Bouldering  | 3    | 5    | 4    |